# Station Sonsveien
Station Sonsveien (Noors: Sonsveien holdeplass) is een spoorwegstation in Sonsveien in de gemeente Vestby in fylke Viken in Noorwegen. Het station, uit 1932, ligt aan de westelijke tak van Østfoldbanen. Bij de spoorverdubbeling van de westelijke tak in 1996 is het station gemoderniseerd.
Sonsveien wordt bediend door de stoptreinen van lijn L21 die pendelen tussen Skøyen en Moss.